# Jeremías Martinet
Pour les articles homonymes, voir Martinet.
Jeremías Martinet, né le 30 août 2005 à Las Condes, est un footballeur argentin qui joue au poste de gardien de but au River Plate.

## Biographie
Jeremías Martinet est né à Las Condes au Chili, d'un père français et une mère argentine, avec qui il a déménagé dans la province argentine de Córdoba à l'âge de cinq ans.

### Carrière en club
Martinet est formé par le Club Social y Deportivo Lasallano puis le Deportivo Atalaya, club formateur de Julián Álvarez, avant de rejoindre comme ce dernier River Plate en 2023, où il commence à s'entrainer avec l'équipe de championnat d'Argentine dès 2024.

### Carrière en sélection
Début 2025, il est convoqué avec l'équipe d'Argentine des moins de 20 ans pour participer au Championnat d'Amérique du Sud des moins de 20 ans qui a lieu en janvier et février 2025,. L'Argentine termine à la deuxième place de la compétition, derrière un Brésil qu'elle avait pourtant humilié 6-0 en ouverture,,  les argentins restant en tête du championnat jusqu'à la dernière journée, où il s'inclinent 3-2 contre le Paraguay de Luca Kmet et Diego León, leur première défaite de la compétition,,.

## Palmarès
Argentine -20 ans
- Championnat d'Amérique du Sud
  - Vice-champion en 2025